# Принсес-Лейкс (Індіана)
Принсес-Лейкс (англ. Princes Lakes) — місто (англ. town) в США, в окрузі Джонсон штату Індіана. Населення — 1372 особи (2020).

## Географія
Принсес-Лейкс розташований за координатами 39°21′6″ пн. ш. 86°6′32″ зх. д. / 39.35167° пн. ш. 86.10889° зх. д. (39.351668, -86.108939).  За даними Бюро перепису населення США в 2010 році місто мало площу 3,94 км², з яких 3,49 км² — суходіл та 0,45 км² — водойми.

## Демографія
Згідно з переписом 2010 року, у місті мешкало 1312 осіб у 528 домогосподарствах у складі 369 родин. Густота населення становила 333 особи/км².  Було 773 помешкання (196/км²).
Расовий склад населення:
| - 98,8 % — білих - 0,4 % — корінних американців - 0,3 % — азіатів - 0,2 % — чорних або афроамериканців |

До двох чи більше рас належало 0,3 %. Частка іспаномовних становила 0,9 % від усіх жителів.
За віковим діапазоном населення розподілялося таким чином: 23,0 % — особи молодші 18 років, 66,0 % — особи у віці 18—64 років, 11,0 % — особи у віці 65 років та старші. Медіана віку мешканця становила 42,5 року. На 100 осіб жіночої статі у місті припадало 94,1 чоловіків;  на 100 жінок у віці від 18 років та старших — 97,3 чоловіків також старших 18 років.
Середній дохід на одне домашнє господарство  становив 73 569 доларів США (медіана — 67 500), а середній дохід на одну сім'ю — 82 647 доларів (медіана — 74 653). Медіана доходів становила 52 404 долари для чоловіків та 36 875 доларів для жінок. За межею бідності перебувало 7,5 % осіб, у тому числі 7,8 % дітей у віці до 18 років та 4,6 % осіб у віці 65 років та старших.
Цивільне працевлаштоване населення становило 772 особи. Основні галузі зайнятості: освіта, охорона здоров'я та соціальна допомога — 18,4 %, виробництво — 13,7 %, роздрібна торгівля — 13,6 %.